# Red Box
Red Box – brytyjski zespół wykonujący muzykę synth pop, istniejący w latach 1983–1990, reaktywowany w 2010, znany z takich utworów jak: „Chenko”, „Lean on Me (Ah-Li-Ayo)”, „For America”, a także „Saskatchewan” pochodzącego z repertuaru indiańskiej kompozytorki i wykonawczyni Buffy Sainte-Marie.
Nazwa zespołu wzięła się od czerwonego pudełka, w którym pocztą dostarczono mikrofon. 20 października 2008 nakładem wytwórni Cherry Pop Records ukazała się zremasterowana wersja albumu The Circle & the Square. Album zawiera 12 oryginalnych utworów i 6 dodatkowych piosenek.

## Pierwszy skład zespołu
- Simon Toulson-Clarke – wokal, gitara
- Julian Close – saksofon
- Rob Legge – gitara basowa
- Martin Nickson – perkusja
- Paddy Talbot – klawisze

## Dyskografia

### Albumy
| Rok  | Tytuł                   |
| ---- | ----------------------- |
| 1986 | The Circle & the Square |
| 1990 | Motive                  |
| 2010 | Plenty                  |
| 2019 | Chase the Setting Sun   |

### Single
| Rok  | Tytuł                      |
| ---- | -------------------------- |
| 1984 | "Chenko"                   |
| 1984 | "Saskatchewan"             |
| 1985 | "Lean on Me (Ah-Li-Ayo)"   |
| 1987 | "For America"              |
| 1987 | "Heart of the Sun"         |
| 1990 | "Enjoy"                    |
| 1990 | "Train"                    |
| 1991 | "Hungry"                   |
| 2007 | "Learn on Me"              |
| 2010 | "Hurricane"                |
| 2010 | "Brighter Blue"            |
| 2011 | "The Sign"                 |
| 2011 | "Let It Rain"              |
| 2019 | "This Is What We Came For" |
| 2019 | "Gods & Kings"             |
| 2020 | "Ho Ho!"                   |
| 2020 | "Us And Them"              |